# Petru Tocănel
Petru Tocănel – citat și ca Petrus (latină) sau Pietro (italiană) Tocanel (n. 3 noiembrie 1911, Barticești, județul Roman, azi Județul Neamț  – d. 1 decembrie 1992, Roma) a fost un preot-călugăr franciscan conventual din România, asistent general al acestui ordin, profesor universitar de drept și de teologie la Vatican, avocat al Tribunalului colegial al Scaunului Apostolic Rota Romana, judecător prosinodal în cadrul Congregației pentru Doctrina Credinței, consultor și comisar deputat în Curia Romană, votant al Tribunalului suprem al Signaturii Apostolice și cercetător în domeniul științelor juridice și al istoriei Bisericii Catolice.

## Biografie

### Primii ani, studiile și viața personală
A absolvit școala primară în satul natal în 1924, an în care a intrat în Ordinul Fraților Minori Conventuali, Provincia „Sfântul Iosif” din România, și și-a început activitatea de pregătire pentru a deveni călugăr franciscan la gimnaziul de la Hălăucești. A continuat-o ca elev de liceu la Beiuș, iar mai apoi ca novice la Săbăoani. Între 1932 și 1938 a studiat filozofia și teologia la Colegiul Franciscan „Sfântul Bonaventura” din Luizi-Călugăra, localitate în care fost sfințit ca și preot la 4 aprilie 1937.
S-a caracterizat printr-o inteligență deosebită și înclinație pentru studiu și a obținut licența în teologie la Roma (1938), unde a mers pentru studii de specializare urmând voința superiorilor săi. A studiat și a finalizat aici arhivistica, diplomatica și paleologia la Arhivele de Stat din Roma în 1942 și și-a susținut doctoratul în Dreptul roman (drept civil) și în Utroque iure (drept canonic) în 1943 cu teza De Organizatione Ecclesiae Romenae Orthodoxae – Dissertatio historico-iuridica ad lauream in utroque iure (assuquendam), iar doctoratul în teologie în 1944 cu teza Vechile Episcopii din Moldova și Valahia. Tot în 1944 a primit diploma de avocat la Rota Romana și pe cea în Dreptul oriental vechi. La Roma s-a stabilit în anul 1942 pentru tot restul vieții.
După ce la începutul anilor 1990 a revenit în România pentru a dirija învățământul superior franciscan din Moldova, s-a reîntors la Roma datorită unor probleme de sănătate, unde a și decedat, fiind înmormântat în cimitirul Verano din Cetatea Eternă. Strămutarea rămășițelor pământești de la Roma la Roman ale preotului Tocănel s-a făcut în octombrie 2004 osemintele fiind reînhumate în capela Institutului Teologic, căruia părintele i-a donat biblioteca sa personală care cuprindea peste 40 de mii de volume.
Adresându-se episcopului Ioan Duma, papa Paul al VI-lea l-a caracterizat pe Tocănel ca fiind cel mai mare jurist al Bisericii Catolice. Pe de altă parte, conform mențiunii consemnate în anul 2006 de către absolventul Institutului Teologic Romano-Catolic Franciscan din Roman, Lucian Abălintoaiei, în lucrarea de sa de licență Înființarea provinciei franciscane din Moldova, din punctul de vedere al autorului Petru Tocănel fost un preot simplu și retras, auster cu sine și care și-a iubit țara sa natală.

### Cariera
După Al Doilea Război Mondial, a contribuit la asigurarea asistenței spirituale a românilor catolici de rit latin din Roma.
Pe linie didactică a predat ca profesor la Universitatea Pontificală Urbaniana din Roma între 1952-1981 dreptul canonic oriental, la Facultatea Pontificală Sfântul Bonaventura a Ordinului Fraților Minori Conventuali între 1944-1948 teologia morală și dreptul canonic și între 1948-1966 dreptul public ecleziastic, iar la Universitatea Pontificală Laterană între 1946-1974 dreptul oriental vechi, dreptul bizantin și papirologia juridică, între 1946-1981 metodologia istorico-juridică, în 1955 și între 1957-1981 Normele generale ale Codului de drept canonic.
A mai activat ca avocat al Tribunalului colegial al Scaunului Apostolic Rota Romana, membru expert al Comisiei pentru Pregătirea Primului Sinod Roman (1958-1960), a fost cofondator și membru al Société des Eglises Orientales și fondator al Bibliotecii Române „Ieremia Valahul”.
A avut diferite funcții și responsabilități atât în sistemul de învățământ al Vaticanului cât și în ordinului Fraților Minori Conventuali precum și în ierarhia statului papal. A fost astfel decan al Facultății de Drept a Universității Pontificale Laterane, prorector, apoi rector și guardian superior al Colegiului Franciscan „La Vigna”,  judecător prosinodal în cadrul Congregației pentru Doctrina Credinței și al Vicariatului din Roma și al jurisdicției sale, consultor și comisar deputat în Curia Romană, votant al Tribunalului suprem al Signaturii Apostolice.
A avut funcțiile de secretar, prodirector și director al revistei juridice a Vaticanului „Apollinaris” și de conducător al revistei „Buna Vestire”.
De asemenea, a fost Asistent general al ordinului minorit și Asistent general și Prefect al Comisiei juridice însărcinată cu redactarea noii Constituțiuni a ordinului minorit.
Alte funcții deținute:
- Comisar deputat al obligativității, în cadrul Sacra Romana Rota (1967–1981)
- Consultor al Congregației pentru Călugări și Institute Seculare (1955–1973)
- Consultor al Congregației pentru Bisericile Orientale(1959–1970; 1972–1975)
- Consultor al Congregației Propaganda Fide (1960–1970, 1977–1981)
- Consultor al Comisiei Pontificale pentru Revizuirea Codului de Drept Canonic (1965–1981)
- Consultor al Congregației Consistoriale (1965–1978)

### Activitatea legată de România
Rămas în Italia din cauza războiului și apoi a regimului comunist impus în România, a continuat să se preocupe de situația franciscanilor din țara sa de origine. S-a aflat printre cei care au vorbit la microfonul emisiunilor departamentului în limba română a Radio Vatican, care, în anii 1950 încerca să promoveze ideeea identității românești în cadrul mișcării catolice universale.
Numele preotului Tocănel este întâlnit în relație cu dezghețul relațiilor diplomatice dintre România și Vatican, de după lucrările Conciliului Vatican II. Acesta s-a aflat începând cu 29 octombrie 1968 în București, în cadrul primei delegații oficiale de la Vatican de după expulzarea Regentului Nunțiaturii de la București.
În luna noiembrie 1968 l-a vizitat în calitate de delegat apostolic cu aprobarea guvernului României, din partea Sfântului Scaun, pe  Iuliu Hossu (care avea domiciliu obligatoriu) în România și se afla în acel moment la Căldărușani, deoarece acesta urma să fie numit drept cardinal (ceea ce s-a și făcut ulterior, în Consistoriul din 28 aprilie 1969). Întâlnirea celor doi delegați papali (al doilea fiind Giovanni Cheli, reprezentant al Secretariatul de Stat al Vaticanului) cu Hossu, a fost supravegheată informativ de către lucrătorii operativi ai Securității române. Conform celor relatate în notele informative, Petru Tocănel i-a prezentat lui Iuliu Hossu atât o invitație adresată acestuia din partea Vaticanului de a veni la Roma, cât și o modalitate de abordare referitoare la concesii, care, ar putea fi făcute în privința Bisericii Greco-Catolice și ar fi putut duce la începerea unor tratative în vederea reluării relațiilor diplomatice dintre Vatican și România. (modalitate cu care Hossu nu a fost de acord). Cei doi delegați au revenit, pentru a-l revedea pe Hossu, în martie 1969.
Tot în România preotul Tocănel a devenit după schimbarea de regim din 1989, primul rector al noului înființat Institutul Teologic Romano-Catolic Franciscan din Roman.

### Colaborarea cu statul român
Preotul Tocănel a fost țintă a activității Securității române de influențare pozitivă, în perioada în care era director al revistei de drept canonic „Apollinaris” a Universități „Urbania” din Roma. În perioada de sfârșit a comunismului în România, acesta a publicat la Vatican mai multe materiale privind continuitatea poporului român în spațiul Carpato-Dunăreano-Pontic și despre românitatea ceangăilor din Moldova.
Tot Tocănel a informat pe preotul Gheorghe Pătrașcu, fost coleg la colegiul teologic, că la Vatican este avut în vedere ca Eduard Ferenț să fie numit episcop al Diecezei de Iași, iar Securitatea a verificat și acționat pentru compromiterea și împiedicarea numirii celui în cauză ca episcop. De asemenea, tot Pătrașcu a reușit să-l determine pe fostul său coleg să acționeze în exterior și să-l sprijine pe preotul de origine română Mihai Caităr, stabilit în R.F.G pentru finanțarea și publicarea cărții profesorului Dumitru Mărtinaș cu privire la „originea românească a ceangăilor din Moldova.” Acțiunea a făcut parte dintr-o operațiune amplă a Securității, cu numele de cod „Trotuș” și inițiată începând cu 1978, în cadrul căreia, în anii 1980, au fost întreprinse „câteva măsuri complexe și combinative” de mare amploare împotriva „iredentismului” și „șovinismului” maghiar, cum ar fi beatificarea călugărului Ieremia Valahul, sfințirea episcopului Ioan Robu sau tipărirea la Vatican a cărții „Originea ceangăilor din Moldova” a lui Dumitru Mărtinaș.

## Opera
La Roma s-a făcut remarcat prin opera sa juridică legată de dreptul canonic.
Pentru România cercetările sale în arhivele Congregației „De Propaganda Fide” și ale Curiei Generale a OFMConv din Roma sunt relevante în ceea ce privește istoria locală a Bisericii Catolice, proiect căreia i-a pus bazele la mijlocul secolului XX. Acesta a fost unul amplu – 10 volume, dar nu a reușit să publice decât volumul al treilea – în două părți (1960 și 1965). Completări de referință privind istoriografia catolică românească au venit din partea sa și sub forma unor  articolele publicate revista „Buna-Vestire”. Materialul său arhivistic și biografic recoltat este însă imens, fiind subiectul unui alt proiect de cercetare desfășurat sub patronajul Institutului Teologic Romano-Catolic Franciscan din Roman.
Scrieri
- I vescovadi latini e le missioni francescane in Moldavia e Valachia. Secoli XIII-XIX, Săbăoani, 1938
- Franciscanii minori conventuali și limba româna, Buna Vestire, 3(1946), pp 9–43
- De Organizatione Ecclesiae Romenae Orthodoxae. Dissertatio historico-juridica ad lauream in utroque iure, Roma, 1943 (teză de doctorat)
- Compendium praelectionum de normis generalibus et de personis in genere [Ad usum privatum Auditorum, 1949], Pontificia Università Lateranense - Institutum Utriusque Juris, 1950
- Institutiones iuris canonici: normae generales, de personis in genere, de clericis in genere, Pontificia Università Lateranense - Institutum Utriusque Juris, 1952
- De facultate Ordinarii loci prohibendi divina officia in ecclesiis et oratoriis religiosorum, Pontificia Università Lateranense - Institutum Utriusque Juris, Roma, 1958 (publicată inițial în Quaderni di Apollinaris, 1956 , 1957)
- Theologorum et canonistarum dissidentium opiniones de convocatione concilii oecumenici, Pontificia Università Lateranense - Institutum Utriusque Juris, 1959
- Storia della Chiesa  Cattolica in Romania, vol.III, pt.I,II  – Il vicariato apostolico e le missioni dei Frati minori conventuali in Moldavia, parte prima, Padova, Edizioni Messaggero, 1960; parte seconda ibidem, 1965
- Teologia dei concili ecumenici (scritti di Pietro Tocanel ... et al.),  Collezione Alla vigilia del Concilio ecumenico vaticano 2, Officium libri catholici, Roma, 1961
- Methodologia iuridica, Pontificia Università Lateranense - Institutum Utriusque Juris, Roma, 1963
- Ius Canonicum, Pontificia Università Lateranense - Institutum Utriusque Juris, Roma, 1968
- De methodologia historico-iuridica, Pontificia Università Lateranense - Institutum Utriusque Juris, Roma, 1977
- De iuribus in genere, Pontificia Università Lateranense, Roma, 19??
- Istituzioni di diritto bizantino (greco-romano): esposizione storico-dottrinale, Roma, 19??
- Diritti antichi dell'Oriente mediterraneo, [Ad usum privatum Auditorum], Pontificia Università Lateranense - Institutum Utriusque Juris, Roma,19??

În colaborare:
- Evoluzione storico-giuridica della Congregazione dei padri della dottrina cristiana: dissertazione per Laurea in Diritto canonico e civile, Renato Bonaveri ; relatori A. Gutierrez, P. Tocanel, A. Giacobbi, 1975
- Miscellanea in onore dei professori Anastasio Gutierrez, Pietro Tocanel in occasione del LXX genetliaco, Pontificia Università Lateranense - Institutum Utriusque Juris: Quaderni di Apollinaris, 1982

Ediții îngrijite în limba română:
- Noul Testament, Ed. Messaggero, Padova, 1959
- Carte de Rugăciune seu Liber Precus Rumenus, Roma, 1970

## In memoriam
Numele părintelui Tocănel este purtat actual de biblioteca Institutului Teologic Romano-Catolic Franciscan din Roman, căreia el i-a donat fondul principal de carte (format din 40.000 de volume), precum și de unul din centrele de cercetare ale respectivului institut.